# Coccobius subterraneus
Coccobius subterraneus är en stekelart som först beskrevs av Nikol'skaya 1966.  Coccobius subterraneus ingår i släktet Coccobius och familjen växtlussteklar. Inga underarter finns listade i Catalogue of Life.